# Náhodné setkání
Náhodné setkání (v anglickém originále Random Hearts) je americký psychologicko-romantický film režiséra Sydneyho Pollacka z roku 1999 s Harrisonem Fordem a Kristin Scott Thomasovou v hlavních rolích. Byl natočen podle stejnojmenného románu Warrena Adlera.
Do amerických kin jej uvedla společnost Columbia Pictures dne 8. října 1999. V českém znění film premiérovala společnost Falcon 6. ledna 2000, v létě téhož roku vyšel na VHS a DVD pod značkou Bonton Home Video. TV Nova snímek zařadila do programu 10. května 2003 a Česká televize pak 15. prosince 2007.

## Děj
Film vypráví příběh o náhodném setkání dvou zcela rozdílných lidí, kteří by se patrně nikdy nesetkali, kdyby se nestala tragická událost, jež je připravila o jejich blízké a zároveň spojila dohromady jejich vlastní životy. Dutch Van Den Broeck je policejní seržant (na konci filmu poručík) oddělení vnitřního vyšetřování a Kay Chandlerová je kongresmanka, senátorka státu New Hampshire. Oba se náhodně setkají po havárii dopravního letounu na lince z Washingtonu, D.C. do Miami na Floridě, v němž zahynuli jejich manželé, kteří tam cestovali jako milenci.
Oba toto zjištění psychicky velmi poznamená a nutnost vyrovnat se nejen s náhlou ztrátou blízkých lidí, ale i s jejich prokázanou nevěrou, je donutí k tomu, aby si začali vzájemně pomáhat, naučili se jeden druhého vnímat a chápat, což je samotné nakonec dovede ke vzájemnému přátelství, vzájemnému sblížení a nakonec i k (zpočátku křehké) lásce.

## Hrají
| Harrison Ford        | policejní seržant William „Dutch“ Van Den Broeck |
| Kristin Scott Thomas | senátorka Kay Chandlerová                        |
| Charles S. Dutton    | Alcee                                            |
| Bonnie Hunt          | Wendy Judd                                       |
| Dennis Haysbert      | detektiv George Beaufort                         |
| Sydney Pollack       | Carl Broman                                      |
| Richard Jenkins      | Truman Trainor                                   |
| Paul Guilfoyle       | Dick Montoya                                     |
| Susanna Thompson     | Peyton Van Den Broeck                            |
| Peter Coyote         | Cullen Chandler                                  |
| Kate Mara            | Jessica Chandler, dcera Kay                      |
| Susan Floyd          | Molly Roll                                       |
| Dylan Baker          | Richard Judd                                     |
| Lynne Thigpen        | Phyllis Bonaparte                                |
| Reiko Aylesworth     | Mary Claire Clarková                             |
| Edie Falco           | Janice                                           |
| Alex Trebek          | sám sebe                                         |

## Přijetí
Film s rozpočtem 64 milionů dolarů vydělal na amerických domácích tržbách 31,5 milionu a dalších 43,1 milionu na zahraničních trzích, celkově tedy 74,6 milionu dolarů. Za první víkend 8.-10. října vydělal v 2 697 amerických kin 13 milionů dolarů, čímž se v návštěvnosti umístil na druhé příčce za již reprízovaným akčním thrillerem Dvojí obvinění (Double Jeopardy).